# Kapuzinerhospiz Pforzheim
Das Kapuzinerhospiz Pforzheim ist eine abgegangene Niederlassung des Kapuzinerordens in der Stadt Pforzheim. Die Gründung erfolgte 1636. Das Provinzkapitel der schweizerischen Kapuzinerprovinz in Schwyz versagte 1646 die Bewilligung der dauerhaften Niederlassung in der Stadt.

## Geschichte
Nach dem Sieg Tillys in der Schlacht bei Wimpfen fiel Pforzheim an Maximilian I. von Bayern. Sein in Pforzheim eingesetzter Verwalter Belligshofer stand dem Kapuzinerorden nahe. Wohl auf seine Anregung wurden Kapuziner zur Ausübung der Seelsorge angefordert.

## Gründung und Aufgabe
Auf dem Provinzkapitel der schweizerischen Kapuzinerprovinz in Bremgarten vom 22. bis 27. August 1637 wurde auf Antrag P. Friederich von Lichtenstein einer Niederlassung des Ordens in Pforzheim zugestimmt. Die Stadtkanzel der ab 1551 evangelischen Stadt übernahm P. Fulgentius Müller. 1641 mussten die Kapuziner Pforzheim bis 1643 vorübergehend verlassen. Im August 1644 nach der Einnahme der Stadt durch ein französisch-schwedisches Heer unter Louis II. de Bourbon, prince de Condé wurden sie erneut vertrieben. Bereits im Oktober kehrten sie nach dem Entsatz durch Johann von Werth zurück. Eine dauerhafte Bewilligung der Niederlassung in Pforzheim wurde jedoch auf dem Provinzkapitel in Schwyz, das vom 19. bis 25. Oktober 1646 in Schwyz stattfand, versagt. Die Kapuziner verließen Pforzheim im Folgejahr.